# Giovanni Antonio Viperano
Giovanni Antonio Viperano (Messine 1535 - Giovinazzo 23 mars 1610) est un philosophe, historien et poète italien. Il est l’auteur d’un De Poetica libri tres (Antverpiæ, Christophe Plantin, 1579) dont s'est inspiré Pierre de Laudun d'Aigaliers.

## Biographie
Né à Messine en 1535, de parents qui ne négligèrent rien pour lui donner une bonne éducation, il eut le bonheur d’avoir dans son père un habile instituteur, et un modèle de toutes les vertus chrétiennes. Ayant pris l’habit ecclésiastique, il fit ses cours de philosophie et de théologie de la manière la plus brillante. Ses talents pour la chaire étendirent bientôt sa réputation, et lui méritèrent la bienveillance du cardinal de Granvelle, alors vice-roi à Naples. Dans un voyage en Espagne, il reçut l’accueil le plus favorable de Philippe II, qui le revêtit du double titre de son chapelain et de son historiographe. Peu de temps après son retour en Sicile, il fut nommé chantre de la chapelle royale de Palerme ; en 1587, il obtint un canonicat du chapitre d'Agrigente, et l’année suivante, l’évêché de Giovinazzo dans les Pouilles. Il gouverna son diocèse pendant vingt-un ans, avec beaucoup de zèle et de prudence, et mourut au mois de mars 1610, dans un âge avancé. Ses restes furent ensevelis dans une chapelle de sa cathédrale, où son successeur lui fit ériger un tombeau décoré d’une épitaphe honorable.

## Œuvres
Les principaux ouvrages de Viperano sont :
- De bello melitensi historia, Pérouse, 1567, in-4°.
- De scribenda historia liber, Anvers, 1569, in-8°. Cet opuscule renferme des conseils excellents, et qui ne peuvent être trop médités par ceux qui s’engagent dans la carrière de l’histoire. Il a été réimprimé à Pérouse, à Bâle, et on le retrouve dans l'Artis Historicae Penus (en), Bâle, 1579, in-8°.
- De rege et regno liber, Anvers, 1569, in-8°.
- De scribendis virorum illustrium vitis, Pérouse, 1570, in-8°.
- De summo bono libri V, Naples, 1575, in-8°.
- De poetica libri tres, Anvers, 1579, in-8°.
- De componenda oratione libri tres, ibid., 1581, in-8°.
- De ratione docendi liber, Rome, 1588, in-8°.
- De divina providentia libri tres, ibid., 1588, in-8°.
- De virtute libri IV, Naples, 1592, in-4°.
- Poemata, ibid., 1593, in-8°.

Les Œuvres de Viperano ont été recueillies, Naples, 1606, 3 vol. in-fol. Le premier volume contient les ouvrages relatifs à l’éloquence, à l’histoire et à la poésie ; le second, ceux qui concernent les sciences naturelles ; et le troisième, les traités de morale et de théologie. Ce Recueil est très-rare. On trouve une liste plus étendue des écrits de Viperano dans la Biblioth. sicula de Mongitore, I, 321, et dans les Mémoires de Niceron, XXV, 198.